# Lee Strasberg
Lee Strasberg (născut Israel Strassberg; n. 17 noiembrie 1901, Budaniv, powiatul Terebovlea⁠(d), Regatul Galiției și Lodomeriei, Austro-Ungaria – d. 17 februarie 1982, New York City, New York, SUA) a fost un actor, regizor și profesor de actorie american, născut în Galicia, Austria Polonia, în prezent parte a Ucrainei. El a co-fondat, cu regizorii Harold Clurman și Cheryl Crawford, Group Theatre  în 1931, considerat „primul trupă de teatru adevărată”. În 1951, el a devenit director al Actors Studio, în New York City, considerată „cea mai prestigioasă școală de actorie a țării”, și, în 1966, a fost implicat în crearea ramurii Actors Studio Vest în Los Angeles.
Este cunoscut pentru predarea „Metodei”, Strasberg fiind considerat de Mel Gussow drept tatăl interpretării „metodei” în America”, „revoluționarizând arta actoriei având o influență profundă asupra interpretărilor din teatrul și filmul american.” A format noi generații de actori, cei mai importanți fiind Anne Bancroft, Dustin Hoffman, Montgomery Clift, James Dean, Marilyn Monroe, Jane Fonda, Julie Harris, Paul Newman, Ellen Burstyn, Al Pacino, Robert De Niro și regizorul Elia Kazan.
La recomandarea elevului său Al Pacino joacă rolul mafiotului Hyman Roth din Nașul: Partea a II-a, pentru care este nominalizat la Premiul Oscar pentru cel mai bun actor în rol secundar. Joacă alături de Pacino și în ...And Justice for All (1979).